# Supercupa României 2015
Supercupa României Timișoreana 2015 a fost cea de-a 17-a ediție a Supercupei României. Meciul s-a disputat în data de 8 iulie 2015, pe stadionul Farul din Constanța, între campioana ligii I, Steaua București, și vice-campioana ligii I, ASA Târgu Mureș. Echipa ardeleană a fost aleasă să joace meciul, deoarece Steaua a realizat eventul. Meciul și Supercupa României la fotbal din anul 2015 a fost câștigată de ASA Targu Mures.  Meciul a fost transmis în direct de televiziunea Pro TV. Palmaresul și marca ASA TARGU MURES au fost cumpărate în 29.10.2020 la licitație publică ținută în Cluj Napoca, de către economistul, investitorul Gheorghiu Ramiro Gabriel din Bucuresti.

## Stadionul
Baza sportivă FC Farul Constanța, proprietate publică a statului român, aflată în administrarea Ministerului Tineretului și al Sportului, a fost dată în folosință gratuită, pe o perioada de 49 de ani, clubului sportiv Farul Constanța, în data de 12 iulie 2001.
Accesul spectatorilor se face prin intermediul a 10 porți, fiecare având un sistem de contorizare foarte modern (turnichete), care permite înregistrarea tuturor spectatorilor. Dispune de o instalație pentru nocturnă inaugurată în anul 1970, și renovată în anul 1999, aducând-o la parametrii conform normelor FIFA și UEFA, pentru transmisiuni interne și internaționale, inclusiv prin satelit.

## Echipele
| Echipa           | Calificare                       | Participări anterioare1                                    |
| ---------------- | -------------------------------- | ---------------------------------------------------------- |
| Steaua București | Câștigătoarea ligii I 2014-2015  | 1994, 1995, 1998, 1999, 2001, 2005, 2006, 2011, 2013, 2014 |
| ASA Târgu Mureș  | Vice-campioana ligii I 2014-2015 | Prima participare                                          |

1 Scrisul îngroșat indică faptul că echipa a fost campioană în acel an.

## Meciul
| Steaua București | 0–1    | ASA Târgu Mureș |
| ---------------- | ------ | --------------- |
|                  | Raport | Axente 63'      |

| Steaua București | ASA Târgu Mureș |

| P           | 12 | Valentin Cojocaru   |     |
| F           | 2  | Cornel Râpă         |     |
| F           | 30 | Gabriel Tamaș       |     |
| F           | 33 | Fernando Varela (c) |     |
| F           | 13 | Alin Toșca          |     |
| MD          | 11 | Sulley Muniru       | 74' |
| MD          | 26 | Ionuț Neagu         | 68' |
| MO          | 7  | Alexandru Chipciu   |     |
| MO          | 10 | Nicolae Stanciu     |     |
| MO          | 80 | Gabriel Iancu       | 44' |
| A           | 17 | Alexandru Tudorie   |     |
| Schimbări:  |    |                     |     |
| M           | 27 | Răzvan Grădinaru    | 44' |
| M           | 4  | Aymen Tahar         | 68' |
| M           | 19 | Vlad Mihalcea       | 74' |
| Antrenor:   |    |                     |     |
| Mirel Rădoi |    |                     |     |

| P            | 33 | Eduard Stăncioiu    |     |
| F            | 27 | Paweł Golański      | 83' |
| F            | 5  | Florin Bejan        |     |
| F            | 23 | Marius Constantin   |     |
| F            | 28 | Pablo Brandán       |     |
| MD           | 6  | Gabriel Mureșan (c) |     |
| MD           | 78 | Ousmane N'Doye      |     |
| MO           | 25 | Nicolás Gorobsov    |     |
| MO           | 9  | Dacian Varga        | 61' |
| MO           | 7  | Romario Kortzorg    |     |
| A            | 20 | Mircea Axente       |     |
| Schimbări:   |    |                     |     |
| M            | 21 | Luís Pedro          | 61' |
| M            | 44 | Sergiu Hanca        | 83' |
| Antrenor:    |    |                     |     |
| Dan Petrescu |    |                     |     |

| Arbitri asistenți: Sebastian Gheorghe (România) Ovidiu Artene (România) Arbitri adiționali: Horațiu Feșnic (România) Andrei Chivulete (România) Arbitru de rezervă: Aurel Oniță (România) Observator de joc: Marian Salomir (România) Observator pentru arbitraj: Aurel Ionescu (România) | Regulile meciului - 90 de minute. - 30 de minute de prelungiri dacă este cazul. - Lovituri de departajare dacă se menține egalitatea. - Șapte rezerve, dintre care se pot folosi trei. |